# Вулиця Івана Вагилевича (Тернопіль)
Вулиця Івана Вагилевича (радянська назва — вулиця Пархоменка) — одна з вулиць міста Тернополя, розташована в мікрорайоні «Новий світ». Названа на честь відомого українського поета Івана Вагилевича.

## Відомості
Розпочинається від вулиці Котляревського, пролягає на північний захід до вулиці Полковника Данила Нечая, на перехресті з якою й закінчується. Дотичні вулиці відсутні.
Довжина вулиці близько 130 м. З обидвох сторін вулиці є хідники (тротуари): на парній стороні — асфальтований, на непарній — частково асфальт, частково викладений тротуарною плиткою. Дорожнє покриття — погано збережений тонкий шар асфальту, під яким — бруківка. При виїзді на вулицю Котлеревського встановлений знак пріоритету 2.1 «Дати дорогу». На вулиці Котляревського відсутні знаки, які б забороняли транспортним засобам в'їжджати з неї на вулицю Івана Вагилевича.
Непарна — ліва — сторона вулиці забудована одноповерховими будинками, зведеними до більшовицько-радянського періоду. На парній — правій — стороні є кілька двоповерхових будинків, зведених у міжвоєнний період (1920-ті — 1930-ті роки).
Установи та організації на вулиці відсутні (неподалік, за адресою Котляревського, 24, до реформи МВС України розташовувались Відділ ДАІ УМВСУ в Тернопільській області, Окрема рота ДПС для обслуговування доріг державного значення, Окремий взвод ДПС із забезпечення супроводу).